# 米格尔·蒙泰罗
米格尔·蒙泰罗（葡萄牙語：Miguel Monteiro，1980年1月4日—），全名路易斯·米格尔·布里托·加西亚·蒙泰罗（葡萄牙語：Luís Miguel Brito Garcia Monteiro），出生於葡萄牙里斯本，葡萄牙足球运动员，司職後衛。

## 生平
這名球員出身於葡萄牙一家小型球會，曾效力葡萄牙班霸本菲卡，贏過一屆葡超聯賽冠軍。
他於2005年加盟西甲的華倫西亞。2009年開始，更成為華倫西亞的代隊長。
他於2003年起代表葡萄牙國家隊出賽，2010年退出葡萄牙國家隊，專心球會級別的賽事。

## 榮譽
- 葡超聯賽冠軍：2004-05